# 인재 홍진 영정
인재 홍진 영정(認齋 洪進 影幀)은 경기도 여주시에 있는, 조선시대 중기의 문신으로 과거를 통해 벼슬길에 올랐으며 임진왜란 때에는 왕을 모시고 피난길에 오르기도 하였던 홍진(1541년 ∼ 1616년)의 초상화이다. 2001년 9월 17일 경기도의 유형문화재 제178호로 지정되었다.

## 개요
홍진의 초상화이다. 홍진(1541∼1616)은 조선 중기의 문신으로 과거를 통해 벼슬길에 올랐으며 임진왜란 때에는 왕을 모시고 피난길에 오르기도 하였다.
고개를 오른쪽으로 약간 돌려서 왼쪽 얼굴을 그린 초상화이다. 관모를 쓰고 구름무늬가 있는 단령을 입은 모습으로 의자에 앉아 있다. 모란과 공작새 무늬가 수놓아진 흉배를 하고 있으며 두 손은 소매사이로 단정하게 모으고 있다. 양발은 발받침대 위에 가지런히 올려 놓았고 그 아래에는 화려한 무늬의 융단이 깔려 있다. 겉옷의 구름무늬나 머리에 쓴 관모의 모란무늬 등은 어두운 색채임에도 불구하고 매우 섬세하게 묘사되었다.
얼굴은 윤곽선이 살아나도록 섬세하게 색칠을 하였으며, 얼굴의 주름, 눈썹, 수염, 눈동자 등의 표현은 매우 정교하며 생기있게 표현하였다. 특히 코의 표현은 매우 주목할만 하다. 마치 채색이 번져 나간 듯 뭉그러져서 흉해 보이기까지 하는데, 전하기로는 홍진이 원래 술을 좋아해서 이로 인한 질병이 코에 있었다고 한다. 질병으로 인한 코의 모습을 매우 사실적으로 표현한 것이다.
인물의 자세와 관복표현이나 특히 조선 중기 문관 정1품에 해당되는 모란과 공작무늬의 흉배로 보아 이 그림은 홍진이 1604년 호성공신이 되면서 그려진 것임을 알 수 있다. 전체적으로 안정감 있는 구도와 각이 조금 넓고 낮은 형태의 사모 등 17세기 초의 공신초상화의 한 예로서 뿐만 아니라 세밀한 묘사 등 이 시기 초상화의 특징이 잘 나타나 있다.

## 같이 보기
- 홍진

## 참고 자료
- 인재 홍진 영정 - 국가유산청 국가유산포털